# 冠山镇
冠山镇，是中华人民共和国山西省阳泉市平定县下辖的一个乡镇级行政单位。

## 行政区划
冠山镇下辖以下地区：
西关街社区、十字街社区、学门街社区、二道街社区、姑姑寺社区、东门街社区、东关街社区、南关街社区、东大街社区、大林山社区、姜家沟社区、贵石沟社区、东升社区、南坳社区、东关街村、西关街村、南关街村、孙家沟村、姜家沟村、杨家沟村、鹊山村、石板坪村、大峪村、小峪村会、胡家庄村、河头村、后沟村、上庄村、城里村、宋家庄村、贵石沟村、庙沟村、冠庄村、冠庄垴村、西锁簧村、南坳村、常家沟村、洗马堰村、罗家峪村、北暂石村、南暂石村、庄窝村、里社村、中社村、前社村、维社村、红卫村、岭上村、西沟村、王家庄村、红土洼村、榆树院村、甘井村、新庄窝村、和窝村和葛家庄村。

## 中国传统村落
2013年8月，西锁簧村获批第二批中国传统村落。